# اوتیس کلی
اوتیس کلی (انگلیسی: Otis Clay؛ زادهٔ ۱۱ فوریهٔ ۱۹۴۲-درگذشته ۸ ژانویه ۲۰۱۶) موسیقی‌دان و خواننده سبک ریتم اند بلوز، سول اهل ایالات متحده آمریکا بود.